# Passo del Monte Moro
Il passo del Monte Moro (2.868 m s.l.m.) è un valico alpino che collega l'italiana valle Anzasca (Macugnaga) con la svizzera Saastal (Saas-Almagell). Ad ovest del passo si innalza il Monte Moro (2.985 m) mentre ad est si trova lo Joderhorn (3.036 m).

## Storia
Già conosciuto in epoca romana, ebbe nei secoli molta importanza per le comunicazione tra le valli alpine. Il passo fu utilizzato anche per gli spostamenti delle popolazioni walser dalle valli svizzere alle valli italiane. In tempi più recenti ha visto il passaggio dei contrabbandieri che portavano merci tra i due stati confinanti. Durante la seconda guerra mondiale, tra il 1943 e il 1944, oltre 500 soldati australiani e neozelandesi valicarono le Alpi in questo passo per rifugiarsi in Svizzera e sfuggire così alla prigionia.

## Caratteristiche
In inverno il passo è frequentato per i suoi campi di sci serviti, oltre che dalle funivie, anche da una seggiovia biposto e da uno skilift. Nei pressi del passo sul versante italiano si trova il Rifugio Gaspare Oberto-Paolo Maroli. Nei pressi del passo vi è il lago Smeraldo.
È raggiungibile da Macugnaga tramite la funivia Macugnaga-Bill-Passo Moro ed è inserito nel percorso escursionistico del Tour del Monte Rosa. Se si sceglie di salire al passo tramite sentiero il passo è raggiungibile da Macugnaga in circa 4 ore. Dal versante svizzero è raggiungibile in circa due ore di sentiero partendo dal lago Mattmark che si trova al fondo della Saastal.

## Luoghi di interesse

### La Madonna delle Nevi

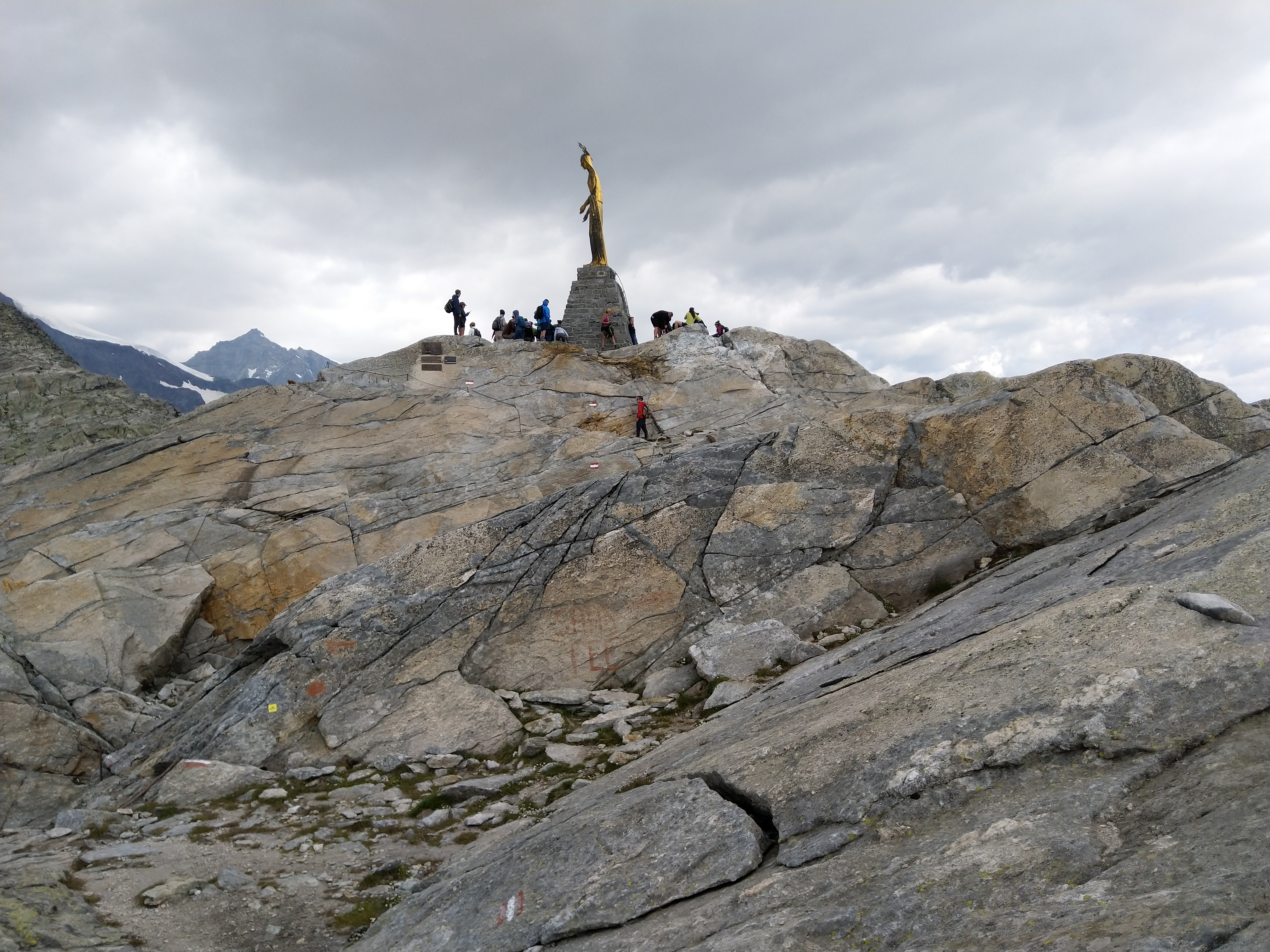
La Madonna delle Nevi nei pressi del passo.

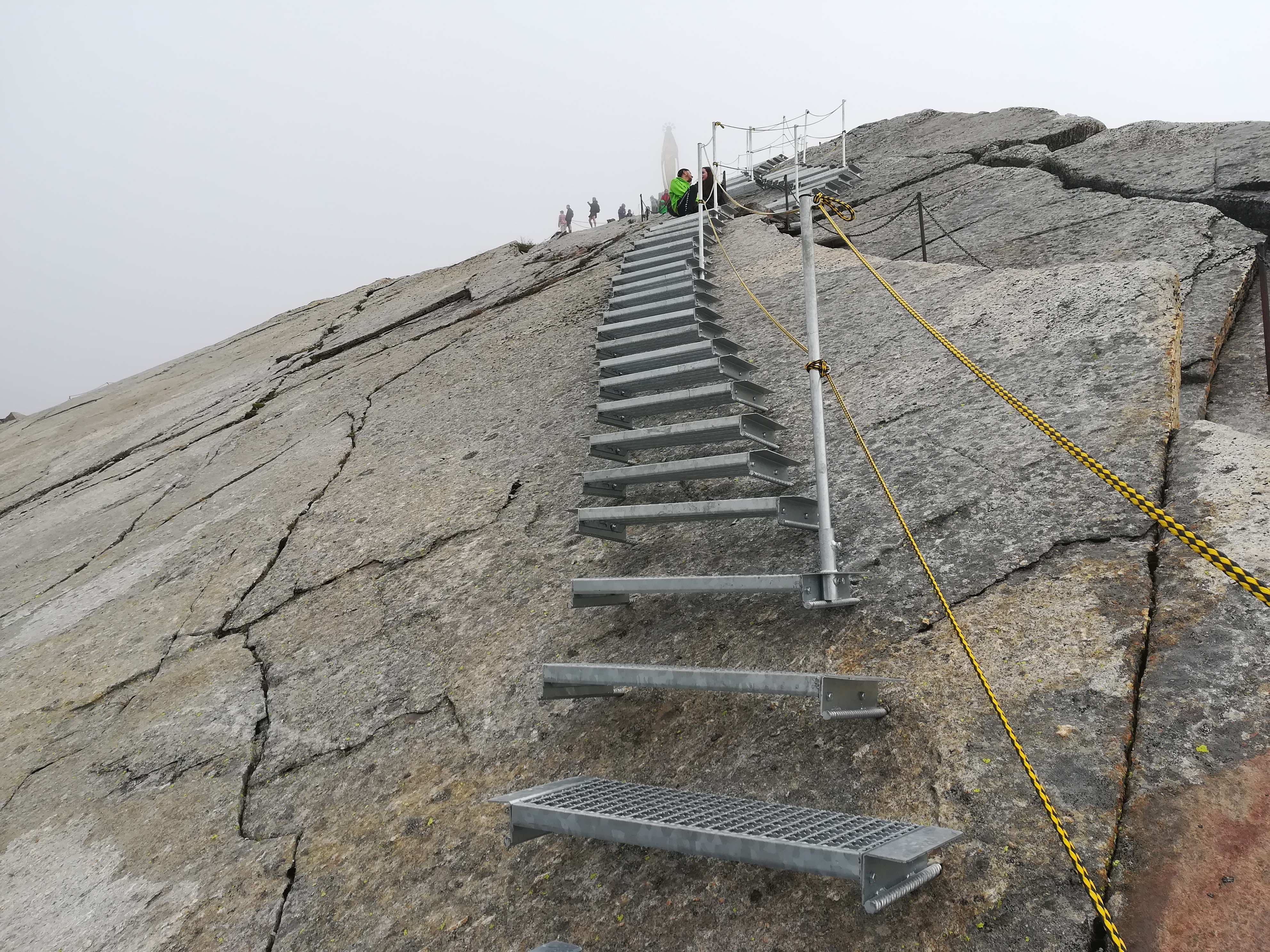
Il percorso attrezzato che sale alla Madonna delle Nevi.

La statua della Madonna delle Nevi fu collocata a pochi metri dal confine tra l'Italia e la Svizzera e fu inaugurata il 5 agosto 1966. Essa è opera dello scultore Giuseppe Banda. La statua alta circa 5 metri ritrae la Madonna in forma longilinea e con in capo la sperada.
Dall'arrivo della funivia si sale dapprima con pochi passi al lago Smeraldo e poi tramite un percorso in parte attrezzato si raggiunge la statua della Madonna.